# Jezuaté
Apoštolští kněží svatého Jeronýma nebo též jezuaté (latinsky Clerici apostolici S. Hieronymi, zkráceně: CASH, italsky Gesuati) byli katolický laický mužský řád existující od 14. do 17. století.

## Řád jezuatů

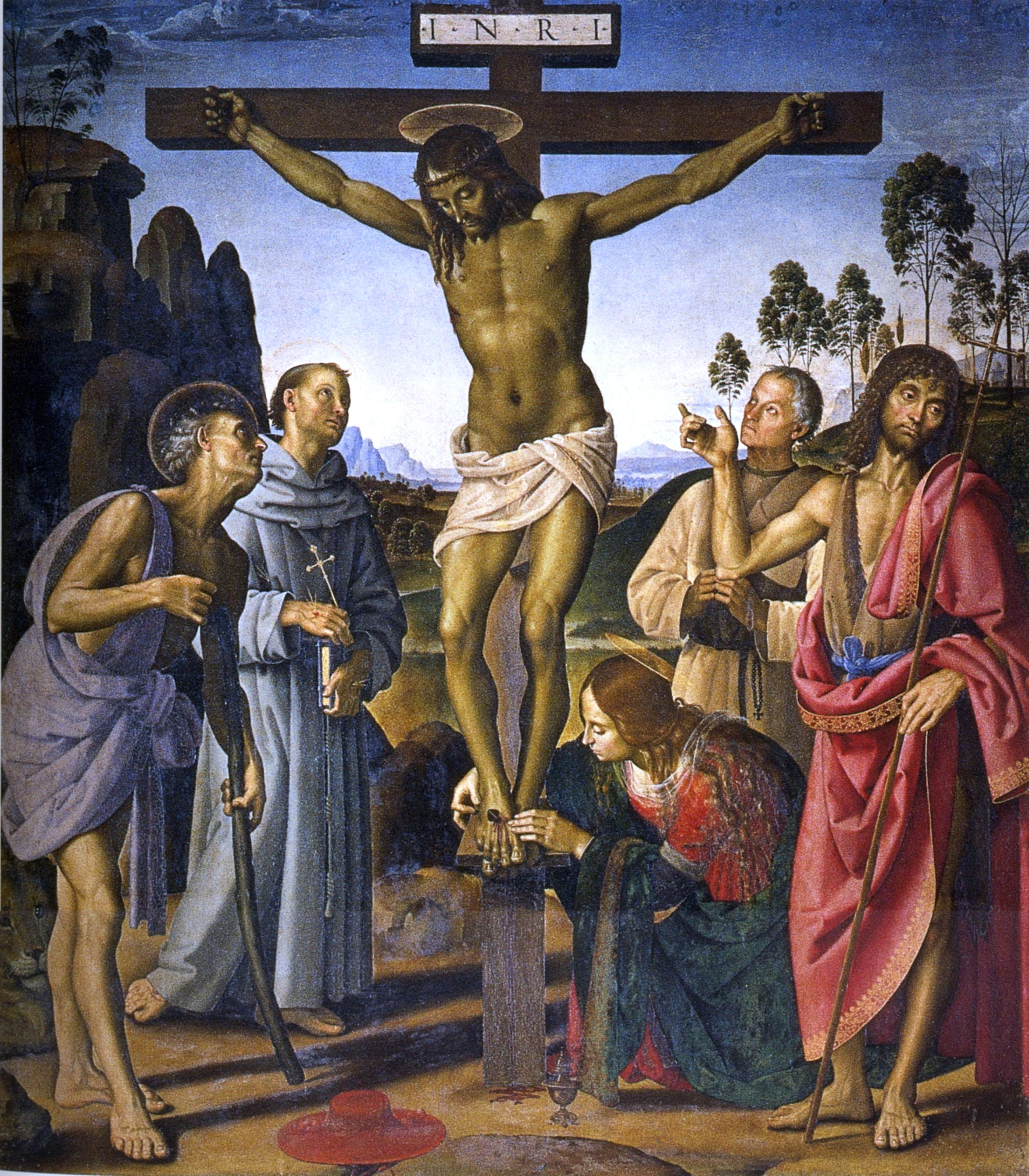
Ukřižování se svatým Jeronýmem, blahoslaveným Jenem Colombinim a dalšími světci. Malba Pietra Perugina a Luky Signorelliho pro jezuatský klášter sv. Justa za zdí ve Florencii.

Řád jezuatů byl založen v Sieně jako volné laické hnutí kolem roku 1360 Janem Colombinim (1304-1367) a jeho přítelem Francescem Mianim. V roce 1367 vznikla také ženská větev řádu sester Navštívení Panny Marie, nazývané jezuatky, kterou založila Colombiniho sestřenice Kateřina.
Své jméno dostali podle úvodních a závěrečných slov svých kázání: „Ať žije Ježíš, chválen buď Ježíš“.
Řádoví bratři původně putovali po kraji ve skupinách a kvůli svému způsobu života byli spojováni s františkány. Poté, co se tento dojem podařilo vyvrátit, potvrdil nadaci v roce 1367 papež Urban V. a požádal členy o zřízení stálých míst. Papež určil také hábit jezuatů: bílý talár s hranatou kapucí, šedohnědý plášť a sandály.
Řádová řehole zpočátku obsahovala prvky benediktinské a františkánské řehole, později se ustálilo užívání řehole sv. augustiniána. Cílem bylo dosažení spásy skrze modlitbu, trest a skutek lásky k bližnímu, zejména péčí o nemocné a pohřbíváním zesnulých. Zvláštní zásluhy měli jezuaté v péči o nemocné morem. Lidé je také nazývali „aquavity“ (italsky Padri dell 'acquavita), protože podávali nemocným lektvary, které si sami vyráběli.
Komunita měla asi 40 domů v Itálii a v Toulouse.
V roce 1668 papež Klement IX. na naléhání Benátek mužský řád zrušil.

## Jezuatky
Na podporu mužského řádu jezuatů bylo v Sieně roku 1367 založeno také ženské společenství jezuatek - sester Navštívení Panny Marie. Zakladatelkou komunity, která se také obracela k nemocným a umírajícím, byla Columbiniho sestřenice Kateřina Colombiniová. Řád jezuatek existovali v Itálii až do roku 1872.

## Významní členové
- Bonaventura Cavalieri (1598–1647) [1]